# Santa María del Oro, Durango
Santa María del Oro är en ort i Mexiko.   Den ligger i kommunen El Oro och delstaten Durango, i den centrala delen av landet, 1 000 km nordväst om huvudstaden Mexico City. Santa María del Oro ligger 1 702 meter över havet och antalet invånare är 5 878.
Terrängen runt Santa María del Oro är kuperad åt nordost, men åt sydväst är den platt.  Trakten runt Santa María del Oro är nära nog obefolkad, med mindre än två invånare per kvadratkilometer. Santa María del Oro är det största samhället i trakten. Omgivningarna runt Santa María del Oro är i huvudsak ett öppet busklandskap.